# U 333
U 333 Trautenau (Trutnov) byla německá ponorka typu VIIC postavená počátkem 2. světové války pro německé válečné námořnictvo (Kriegsmarine). V období srpen 1941 až červenec 1944 vyplula na 12 bojových plaveb. U 333 potopila 7 spojeneckých lodí o celkové tonáži 32 107 BRT, poškodila válečnou loď o celkové tonáži 925 BRT, poškodila jednu loď o celkové tonáži 8 327 BRT a omylem potopila vlastní parník Spreewald. Do služby byla zařazena 25. srpna 1941 pod velením Peter-Ericha Cremera (25. srpna 1941–6. října 1942). Dalším velitelem byl Helmut Kandzior (6.–9. října 1942), Lorenz Kasch (9. říjen–22. listopad 1942), Werner Schwaff (22. listopad 1942 – 17. květen 1943), Peter-Erich Cremer (18. květen 1943 – 19. července 1944), Hans Fiedler (20.–31. července 1944).

## Konstrukce
Ponorka U 333 byla objednána 23. září 1939 v loděnicích Emden v závodech Nordseewerke GmbH pod výrobním číslem 205. Výroba byla zahájená 11. března 1940. Na vodu byla spuštěna 14. června 1941. Do služby byla zařazena 25. srpen 1941. Typ VII C byla delší a těžší než předchozí ponorky typu VII B. Na hladině měla výtlak 769 tun, při ponoření 871 tun. Ponor byl 4,7 m, výška 9,6 m. Pohon tvořily dva šesti válcové diesel motory MAN o celkovém výkonu 4 400 PS (3 240 kW) k pohonu na hladině a dobíjení baterií (2x 62 o celkové hmotnosti 61 996 t). K plavbě pod vodu sloužily dva elektromotory AEG GU 460/8-27 o celkovém výkonu 1000 PS (740 kW). Dvě lodní hřídele poháněly ponorku pomocí lodních šroubů o průměru 1,23 m. Mohla se potopit a plout v hloubce 100 m (konstrukční hloubka), případně v hloubce 165 m, maximálně až do 230 m pod hladinu moře. Rychlost ponoru byla 25–30 sekund. Její maximální rychlost byla 18,2 uzlů (33,7 km/h) na hladině a 7,3 uzlů (13,5 km/h) pod hladinou. Dosah byl 8 500 námořních mil (15 700 km) při rychlosti 10 uzlů (19 km/h), pod vodou při rychlosti 4 uzly (7,4 km/h) urazila 80 námořních mil (150 km).

### Patronát
Mezi tradice ponorkového loďstva patřily patronáty říšských měst nad jednotlivými ponorkami. Po záboru Československého pohraničí patřilo do Sudet město Trutnov (Trautenau). 26. července 1941 přijeli do Trutnova důstojníci 3. Baulehr-kompanie z Emdenu s úkolem získat patrona pro právě dokončovanou ponorku typu VII C. To se námořnímu poručíkovi Klemensu Schamongovi podařilo. Dopisem z 30. července 1941 starosta města Streitenberger požádal kapitán poručíka Cremera, aby město Trutnov mohlo převzít patronát nad ponorkou. Starosta Streitenberger s trutnovským landratem Solterem a okresním vedoucím NSDAP Hofhanselem projednali podmínky patronátu a zavázali se, že udělají vše, aby přání námořníků z Emdenu v rámci zákona a podle finančních možností města splnili. 23. srpna 1941 odjela z Trutnova delegace do Emdenu. Dne 25. srpna 1941 se zúčastnili slavnostního předání ponorky U 333. Trutnovská delegace byla uvedena jako první k lodi v přístavu, po příchodu velitele jednotky, korvetního kapitána Curta Schultz Reuttera. Součásti slavnosti byla prohlídka ponorky, projížďka přístavu v rychlých člunech a slavnostní večeře. V darech od města Trutnov byl i štít se znakem města Trutnov. Následující den byla delegace z Trutnova pozvána k primátorovi Emdenu. Součástí podmínek patronátu byly peněžní příspěvky posádce ponorky, které zabezpečoval starosta Trutnova Streitenberger pomocí sbírek. Velitelé ponorky zase podávali hlášení o životě, posádky, úspěších i útocích na ponorku. Kapitán poručíkovi Cremerovi byl 25. června 1942 udělen Rytířský kříž. Na tuto událost reagoval trutnovský starosta tím, že uspořádal 13. července 1942 v Trutnově Na Nivách slavnost s hudebním vystoupením. Peter-Erich Cremer přijal pozvání k oslavě a osobně se účastnil slavnosti udělení Rytířského kříže. Po potopení ponorky U 333 město Trutnov nedostalo žádnou zprávu a ani na úřední dotaz vrchní velení Kriegsmarine neodpovědělo.

### Lodní znak

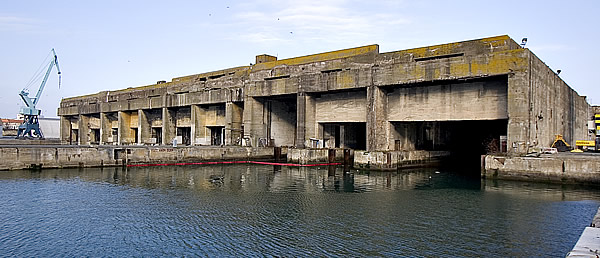
Betonový bunkr pro ponorky v La Pallice, domovský přístav U 333.

Lodním znakem (oficiálním) byly tři malé ryby nad sebou umístěné na bocích věže ponorky. Dalším znakem byl štít se znakem města Trutnov.

## Historie služby
U 333 od 25. srpna 1941 do 31. prosince 1941 byla zařazena k jako výcviková ponorka 5. ponorkové výcvikové flotily v Kiel. Od 1. ledna 1942 do 2. dubna 1943 byla převelena pod 3. ponorkovou flotilu (německy 3. U-Flottille, anglicky 3rd U-boat Flotilla) v La Pallice/ La Rochelle ve Francii. Během své služby se zúčastnila devíti vlčích smeček.

### První bojová plavba
Na první bojovou plavbu ponorka U 333 vyplula z Kielu 27. prosince 1941 pod velením Petera-Ericha Cremera a vrátila se 9. února 1942 do La Pallice. Operační prostor byl u východního pobřeží USA a zapojila se do vlčí smečky Ziethen. Potopila 2 lodi o celkové tonáži 8 194 BRT. Při zpáteční cestě severovýchodně od Azor potopila německou nákladní loď Spreewald, kterou omylem považoval za nepřátelskou. Spreewald se nacházela na neohlášené pozici a byla maskována jako norská nákladní loď Elg. Vezla 3 365 t kaučuku, 230 t cínu, 20 t wolframu a chinin. Kapitán ponorky U 333 Cremer po návratu do La Pallice byl zatčen a postaven před vojenský soud. Soud jej zprostil obžaloby a vrátil do služby.
| datum          | jméno                | příslušnost        | tonáž [BRT] | konvoj | Pozice          |
| -------------- | -------------------- | ------------------ | ----------- | ------ | --------------- |
| 22. ledna 1942 | Vassilios A. Polemis | Řecko              | 3 429       | ON 53  | 42°32′N 52°38′W |
| 24. ledna 1942 | Ringstad             | Norsko             | 4 765       | ON 55  | 45°50′N 51°04′W |
| 31. ledna 1942 | Spreewald            | Nacistické Německo | 5 083       |        | 45°12′N 24°50′W |

### Druhá bojová plavba
Na druhou bojovou plavbu U 333 vyplula 30. března 1942 z La Pallice a vrátila se 26. května 1942. Operační prostor byl u východního pobřeží Floridy, USA. U 333 potopila 3 lodě o celkové tonáži 13 596 BRT a jednu loď o celkové tonáži 8 327 BRT poškodila. Dne 7. května 1942 byla napadena eskortní lodi a těžce poškozena hlubinnými pumami. Poškození ji přinutilo k návratu do Francie. Na základě rozhlasové zprávy o úspěších ponorky U 333 starosta Trutnova Streitenberger zaslal 12. května 1942 posádce ponorky blahopřejný dopis.
| datum           | jméno      | příslušnost | tonáž [BRT] | konvoj | Pozice          |
| --------------- | ---------- | ----------- | ----------- | ------ | --------------- |
| 6. května 1942  | Amazone    | Nizozemsko  | 1 294       |        | 27°21′N 80°04′W |
| 6. května 1942  | Halsey     | USA         | 7 088       |        | 27°14′N 80°03′W |
| 6. května 1942  | Java Arrow | USA         | 8 327       |        | 27°35′N 80°08′W |
| 10. května 1942 | Clan Skene | UK          | 5 214       |        | 31°43′N 70°43′W |

Tanker Java Arrow byl zasažen dvěma torpédy a těžce poškozen. Později byl odvlečen do Port Everglades opraven a v roce 1943 vrácen do služby.

### Třetí bojová plavba
Na třetí bojovou plavbu U 333 vyplula 11. srpna 1942 z La Pallice a vrátila se 24. srpna 1942. Operační prostor byl v centrální části Atlantského oceánu, severovýchodně od Azor. U 333 společně s dalšími ponorkami (vlčí smečka Blücher) zaútočila na konvoj SL 118. Eskortní lodi Folkestone a Pentstemon ponorku 17. srpna 1942 napadly hlubinnými pumami. U 333 s poškozeným lodním šroubem se vracela zpět. 18. srpna 1942 byla napadena letadly Liberator a Catalina od 202. perutě RAF. Po návratu z bojové plavby byl veliteli ponorky Cremerovi udělen Rytířský kříž.

### Čtvrtá bojová plavba
Na čtvrtou bojovou plavbu U 333 vyplula 1. září 1942 z La Pallice a vrátila se 23. října 1942. Operační prostor byl v jižní části Atlantského oceánu u pobřeží Západní Afriky. 6. října 1942 jihozápadně od Freetownu, Sierra Leone, byla napadena britskou korvetou HMS Crocus. Ponorka U 333 odstřelovala korvetu a sama byla odstřelována, dvakrát taranována a čelila útoku hlubinných pum. Obě lodi byly těžce poškozeny. U 333 měla tři mrtvé, včetně prvního důstojníka, čtvrtý člen posádky přepadl přes palubu. Těžce zraněn byl i kapitán Cremer. Lékařskou pomoc poskytl lékař z ponorky U 459. Velení se ujal nezkušený druhý důstojník Helmut Kandzior, který byl po třech dnech nahrazen důstojníkem Lorenzem Kaschem z ponorky U 107. Během plavby přes Biskajský záliv byla ponorka ještě napadena britskou ponorkou HMS Graph. Její čtyři torpéda minula ponorku U 333. Po doplutí "vraku" U 333 do La Pallice kapitán Peter-Erich Cremer dostal přezdívku Ali Wrack. S těžkého zranění se léčil tři měsíce.

### Pátá bojová plavba
Na pátou bojovou plavbu U 333 vyplula 20. prosince 1942 z La Pallice a vrátila se 5. února 1943. Velitelem byl Werner Schwaff. Operační prostor byl v severní části Atlantského oceánu, jihozápadně od Islandu. U 333 se zúčastnila dvou vlčích smeček Falke a Landsknecht. Během bojové plavby žádná loď nebyla potopena ani poškozena.

### Šestá bojová plavba
Na šestou bojovou plavbu U 333 vyplula 2. března 1943 z La Pallice a vrátila se 13. dubna 1943. Operační prostor byl v severní části Atlantského oceánu, jihozápadně od Islandu. 4. března byla U 333 napadena britským bombardérem Wellington Mk.VIII od 172. perutě RAF. Bombardér svrhl na ponorku čtyři hlubinné pumy, ale sám byl ponorkou sestřelen. Ponorka U 333 byla lehce poškozena. Během bojové plavby se připojila k vlčí smečce Dränger (14. března 1943) a 19. března 1943 potopila řeckou loď o celkové tonáži 5 234 BRT. Loď byla z konvoje SC 122, před potopením byla poškozena torpédy ponorky U 666. Od 21. března do 30. března 1943 byla součástí vlčí smečky Seewolf a napadla bezúspěšně konvoj SC 123.
| datum           | jméno  | příslušnost | tonáž [BRT] | konvoj | Pozice          |
| --------------- | ------ | ----------- | ----------- | ------ | --------------- |
| 19. března 1943 | Carras | Řecko       | 5 234       | SC 122 | 54°05′N 24°19′W |

Carras byl poslední potopenou lodí U 333.

### Sedmá bojová plavba
Na sedmou bojovou plavbu U 333 vyplula 2. června 1943 z La Pallice a vrátila se 31. srpna 1943. Ponorce opět velel Peter-Erich Cremer. Operační prostor byl v centrální části Atlantského oceánu u jižního pobřeží Západní Afriky. Během mise nenarazila ponorka U 333 na vhodný cíl.

### Osmá bojová plavba
Na osmou bojovou plavbu U 333 vyplula 21. října 1943 z La Pallice a vrátila se 1. prosince 1943. Operační prostor byl severovýchodně od Azor. 4. listopadu sledovala konvoj MKS 29A, byla torpédoborci zahnána na ústup a také při torpédování minula cíl (torpédoborec). 16. listopadu se připojila k vlčí smečce Schill. 18. listopadu ponorky útočily na kombinovaný konvoj MKS 30 a SL 139. U 333 byla napadena britskou fregatou Exe a taranována, při útoku byl zničen její periskop. Následně byla vystavena útokům válečných lodí a letectva, které trvalo osm hodin, ponorce U 333 se podařilo uniknout. Během bojové plavby žádná loď nebyla potopena ani poškozena.

### Devátá bojová plavba
Na devátou bojovou plavbu U 333 vyplula 10. února 1944 z La Pallice a vrátila se 12. února 1944.

### Desátá bojová plavba
Na desátou bojovou plavbu U 333 vyplula 14. února 1944 z La Pallice a vrátila se 20. dubna 1944. Operační prostor byl v severní části Atlantiku západně od Irska a v Severním průlivu. 21. března byla lokalizována spojeneckým letectvem, které navedlo na její stopu válečné námořnictvo. Ponorka byla pronásledována britskou druhou eskortní skupinou stíhačů ponorek kapitána F. J. Walkera. Kapitán U 333 Cremer se rozhodl ponořit na bahnité dno v hloubce 40 m. Po deseti hodinách ponorka s potížemi se vyprostila z bahna a těžce poškozená vrátila do mateřského přístavu v La Pallice.

### Jedenáctá bojová plavba
Na jedenáctou bojovou plavbu U 333 vyplula 6. června 1944 z La Palice a vrátila se 13. června 1944 do Lorientu. Operační prostor byl v Biskajském zálivu. U 333 byla 10. června napadena australským hlídkovým hydroplánem Sunderland od 10. perutě RAAF. Následující den byla opět napadena letadlem Sunderland od 228. perutě RAF. Přestože ponorka U 333 letoun sestřelila, byla nucena k vůli vážnému poškození se vrátit.

### Dvanáctá bojová plavba
Před vyplutím na dvanáctou bojovou plavbu kapitán Cremer byl nahrazen novým velitelem Hansem Fiedlerem. 23. července 1944 ponorka U 333 vyplula z Lorientu do operačního prostoru v severní části Atlantského oceánu, do oblasti západních přístupových cest k Velké Británii.

### Zničení
31. července 1944 byla ponorka U 333 západně od ostrovů Scilly (49°39′N 07°28′W) napadena korvetou HMS Loch Killin a dělovým člunem HMS Starling, plavidly 2. eskortní skupiny stíhačů ponorek. Za použití protiponorkové zbraně Squid, která vrhala hlubinné pumy, byla ponorka U 333 potopena. Celá posádka 45 námořníků zahynula.

### Vlčí smečky
Ponorka U 333 se zúčastnila v průběhu bojových operací devíti vlčích smeček
1. Ziethen (17. leden 1942 - 22. leden 1942)
2. Blücher (14. srpen 1942 - 18. leden 1942)
3. Iltis (6. září 1942 - 23. září 1942)
4. Falke (28. prosinec 1942 - 19. leden 1943)
5. Landsknecht (19. leden 1943 - 28. leden 1943)
6. Dränger (14. březen 1943 - 20. březen 1943)
7. Seewolf (21. březen 1943 - 30. březen 1943)
8. Schill (25. říjen 1943 - 16. listopad 1943)
9. Schill 1 (16. listopad 1943 - 19. listopad 1943)